# 이주희 (1974년)
이주희(1974년 6월 4일 ~ )는 대한민국의 배우다.

## 주요 경력
- 1981년 CF 광고 모델 데뷔
- 1982년 MBC 특채 탤런트

## 학력
- 계원예술고등학교 졸업
- 동국대학교 연극영화학과 학사
- 동국대학교 대학원 연극영화학과 예술학 석사

## 출연작

### TV 드라마
- 1983년 MBC 대하드라마 《조선 왕조 오백년 - 추동궁 마마》 ... 어린 정소공주 역
- 1987년 KBS1 대하드라마 《토지》 ... 숙이 역

- 1988년 KBS2 대하드라마 《하늘아 하늘아》 ... 혜경궁 풍산 홍씨 역
- 1990년 MBC 대하드라마 《대원군》 ... 흥친왕의 계실부인 여주 이씨 역
- 1991년 KBS1 청소년 드라마 《맥랑시대》
- 1991년 KBS2 아침드라마 《그리고 흔들리는 배》
- 1993년 KBS2 수목미니시리즈 《살아남은 자의 슬픔》
- 1994년 MBC 주말연속극 《서울의 달》 ... 김명선 역
- 1994년 KBS2 일일연속극 《그대에게 가는 길》
- 1995년 KBS2 일요아침드라마 《사랑한다면서》
- 1996년 MBC 청춘시트콤 《남자 셋 여자 셋》
- 1997년 SBS 월화드라마 《여자》
- 1997년 MBC 일일연속극 《방울이》 ... 하자 역
- 1998년 SBS 월화드라마 《은실이》 ... 배신자 역
- 1998년 MBC 주간시트콤 《여자 대 여자》
- 1998년 SBS 일일연속극 《7인의 신부》
- 1999년 SBS 청춘시트콤 《행진》
- 1999년 MBC 월화 특별기획 《허준》 ... 의녀 채선 역
- 2000년 MBC 주말연속극 《사랑은 아무나 하나》
- 2000년 MBC 월요시트콤 《세 친구》 ... 윤다훈과 박상면의 작업에 얻어낚인 레이디 뮤즈 이주희 역
- 2000년 KBS2 아침드라마 《내일은 맑음》
- 2001년 KBS2 주말연속극 《푸른 안개》 ... 조인순 역
- 2001년 MBC 특집드라마 《세 번째 우연》
- 2001년 ~ 2002년 SBS 일요시트콤 《여고시절》
- 2003년 SBS 특별기획《천년지애》
- 2003년 MBC 특별기획드라마 《대장금》 ... 폐비 윤씨 역
- 2003년 MBC 단막극 《MBC 베스트극장 - 이발사의 첫사랑》
- 2004년 SBS 창사특집극 《홍소장의 가을》 ... 세일 부인 역
- 2005년 MBC 수목미니시리즈 《신입사원》 ... 나애리 대리 역
- 2005년 MBC 단막극 《MBC 베스트극장 - 그녀가 보고 있다》 마지막

### 영화
- 1987년 《화랑브이 삼총사》 ... 링카공주 역
- 1990년 《드래곤볼》ㅡ 부루마
- 1991년 《열일곱살의 쿠테타》 ... 상미 역
- 1992년 《그대 안의 블루》
- 2002년 《피아노 치는 대통령》 ... 김 비서 역

### 방송
- 2000년 SBS 《이홍렬 쇼》

### 광고
- 1988년 존슨앤드존슨 베이비로션
- 1989년 빙그레 이라면
- 1991년 한국오츠카제약 더 칼슘 (이미영와 함께 출연)
- 1992년 롯데제과 씨리얼 - 도서관 1편 (이민우와 함께 출연)
- 1993년 오리온 미스 후라보노 (이경영과 함께 출연)
- 2000년 애경산업 스파크 - 의녀 열전 편 (최란, 권연우와 함께 출연)